# Hvaletinci
Hvaletinci so manjše vaško naselje v Občini Sveti Andraž v Slovenskih goricah. Vas leži v dolini, južno pod Vitomarci, blizu križišča lokalnih cest. Sredi naselja je na trikotni zelenici historistična kapela. Na vzhodni strani naselja je staro vaško kamnito znamenje. Domačije so prenovljene, več je novih stanovanjskih hiš.